# Mist Edvardsdóttir
Mist Edvardsdóttir (* 17. Oktober 1990) ist eine ehemalige isländische Fußballspielerin und A-Nationalspielerin.

## Karriere

### Vereine
Mist spielte bereits im Alter von 17 Jahren für den UMF Afturelding im Seniorinnenbereich. Zunächst kam sie in zwölf Punktspielen der 1. deild kvenna, der zweithöchsten Spielklasse im isländischen Frauenfußball, zum Einsatz, in denen ihr sechs Tore gelangen. In die Besta deild kvenna aufgestiegen, bestritt sie 17 Punktspiele in der höchsten Spielklasse, in denen ihr vier Tore gelangen. Auf internationaler Ebene kam sie in der 1. Finalrunde im Wettbewerb der Champions-League am 29. September und am 6. Oktober 2011 im Hin- und Rückspiel gegen den Glasgow City FC (1:1 und 0:3) zum Einsatz.
In die Hauptstadt gelangt, kam sie in zwei Spielzeiten für den Erstligisten KR Reykjavík in 25 Punktspielen zum  Einsatz, in denen sie zwei Tore erzielte. Zur Spielzeit 2011 zum Ligakonkurrenten Valur Reykjavík gewechselt, wurde sie in zwei Spielzeiten 35 Mal im Ligaspielbetrieb eingesetzt.
Das erste Mal ins Ausland gelangt, bestritt sie vom 16. Mai 2013 (1. Spieltag) bis zum 7. September 2013 (17. Spieltag) 15 Punktspiele für den norwegischen Erstligaaufsteiger Avaldsnes IL, für den sie bei ihrem Debüt, dem 3:0-Sieg im Heimspiel gegen den Klepp IL, und am 9. Mai 2013 (5. Spieltag) beim 4:4-Remis im Heimspiel gegen den Trondheims-Ørn SK, jeweils ein Tor erzielte. Nach Brasilien gelangt, spielte sie von Oktober bis Dezember 2013 für Acadêmica Vitória; sie wurde am 20. und 24. Oktober in zwei Punktspielen in der Campeonato Brasileiro de Futebol Feminino berücksichtigt.
Nach Island zurückgekehrt, spielte sie von 2014 bis 2022 ein zweites Mal für Valur Reykjavík in der höchsten Spielklasse, diesmal ausschließlich als Innenverteidigerin.
Bis zum 21. September 2022, als sie sich im Hinspiel der 2. Qualifikationsrunde für die Gruppenphase im Wettbewerb der Champions-League bei der 0:1-Niederlage gegen die Frauenfußballmannschaft von Slavia Prag, einen (ihren vierten) Riss im vorderen Kreuzband zugezogen hatte – ihr letztes Punktspiel hatte vier Tage zuvor beim 3:0-Sieg (Torschützin zum Endstand) im Auswärtsspiel gegen die Frauenfußballmannschaft des ÍBV Vestmannaeyja stattgefunden – und ihre Spielerkarriere daraufhin beenden musste, wies ihre Ligastatistik 97 Punktspiele bei 20 Toren auf. Sie gewann mit der Mannschaft dreimal die Meisterschaft, zweimal den nationalen Vereinspokal und einmal den Superpokal.

### Nationalmannschaft
Mist Edvardsdóttir debütierte als Nationalspielerin für den KSÍ in der U19-Nationalmannschaft. Sie kam in drei Spielen der Gruppe A in der zweiten Qualifikationsrunde und in drei Spielen der Gruppe B bei der altersbezogenen und vom 13. bis zum 25. Juli 2009 in Belarus ausgetragenen Europameisterschaft zu ihren ersten sechs Länderspielen.
Am 5. August 2012 bestritt sie ihr einziges Länderspiel für die U23-Nationalmannschaft beim 2:2-Unentschieden gegen die U23-Nationalmannschaft Schottlands in Greenock, etwa 40 Kilometer westlich von Glasgow.
Für die A-Nationalmannschaft kam sie bereits im Spieljahr 2010 zum Einsatz. Bei der Teilnahme ihrer Mannschaft am Turnier um den Algarve-Cup wurde sie in den letzten beiden Spielen der Gruppe B (1:5 vs. Schweden, 2:3 vs. Norwegen) und im Spiel um Platz 9 (3:0 vs. Portugal) eingesetzt. Zwei Jahre später bestritt sie die ersten beiden Spiele der Gruppe A und das Spiel um Platz 5. Mit dem zweiten Spiel der Gruppe B im Turnier 2013 und den ersten beiden Spielen der Gruppe A im Turnier 2014, endete ihre Turnierfolge. Ihr einziges A-Länderspieltor erzielte sie am 7. März 2014 in Lagos im zweiten Gruppenspiel des Algarve-Cups beim 2:1-Sieg über die Nationalmannschaft Norwegens mit dem 1:0-Führungstreffer in der 48. Minute.
Des Weiteren wurde sie in zwei Freundschaftsspielen berücksichtigt (1:1 vs. Schottland am 4. August 2012 in Greenock, 0:2 vs. Dänemark am 20. Juni 2013 in Viborg) sowie in jeweils einem EM- und WM-Qualifikationsspiel (0:1 vs. Belgien am 4. April 2012 in Dessel, 1:0 vs. Israel am 5. April 2014 in Ramat Gan).

### Erfolge
alle mit Valur Reykjavík
- Isländischer Meister 2019, 2020, 2022
- Isländischer Pokalsieger 2011, 2022
- Isländischer Superpokalsieger 2022

## Sonstiges
Mist Edvardsdóttir hatte nach ihrer Rückkehr zu Valur Reykjavík im Jahr 2014 mit gesundheitlichen Einschränkungen zu kämpfen, die sich ihr abseits des Fußballfeldes offenbarten.